# Eddie Rips Up the World Tour
Eddie Rips Up The World Tour è stato un tour degli Iron Maiden, tenutosi nel 2005.

## Band di supporto
- Mastodon
- DragonForce
- Dream Theater

## Date del tour

### Europa (maggio-luglio 2005)
| Data           | Città       | Stato           | Luogo                    |
| -------------- | ----------- | --------------- | ------------------------ |
| Europa         |             |                 |                          |
| 28 maggio 2005 | Praga       | Repubblica Ceca | T-Mobile Arena           |
| 29 maggio 2005 | Chorzów     | Polonia         | Mystic Festival          |
| 31 maggio 2005 | Graz        | Austria         | Stadthalle               |
| 4 giugno 2005  | Nürburgring | Germania        | Rock am Ring             |
| 5 giugno 2005  | Norimberga  | Germania        | Rock im Park             |
| 7 giugno 2005  | Reykjavík   | Islanda         | Egilshöll                |
| 11 giugno 2005 | Bologna     | Italia          | Gods of Metal            |
| 12 giugno 2005 | Zurigo      | Svizzera        | Spirit of Music Festival |
| 16 giugno 2005 | Lisbona     | Portogallo      | Pavilhão Atlântico       |
| 18 giugno 2005 | Murcia      | Spagna          | Lorca Rock Festival      |
| 21 giugno 2005 | Atene       | Grecia          | Terra Vibe Park          |
| 25 giugno 2005 | Parigi      | Francia         | Parc des Princes         |
| 26 giugno 2005 | Dessel      | Belgio          | Graspop Metal Meeting    |
| 28 giugno 2005 | Oslo        | Norvegia        | Oslo Spektrum            |
| 29 giugno 2005 | Oslo        | Norvegia        | Oslo Spektrum            |
| 2 luglio 2005  | Lipsia      | Germania        | With Full Force          |
| 3 luglio 2005  | Weert       | Paesi Bassi     | Bospop                   |
| 6 luglio 2005  | Helsinki    | Finlandia       | Hartwall Areena          |
| 7 luglio 2005  | Helsinki    | Finlandia       | Hartwall Areena          |
| 9 luglio 2005  | Göteborg    | Svezia          | Ullevi                   |

### Nord America (luglio/agosto 2005)
| Data           | Città             | Stato       | Luogo                                 |
| -------------- | ----------------- | ----------- | ------------------------------------- |
| Nord America   |                   |             |                                       |
| 15 luglio 2005 | Mansfield         | Stati Uniti | Tweeter Center                        |
| 16 luglio 2005 | Québec            | Canada      | Colisée Pepsi                         |
| 17 luglio 2005 | Hartford          | Stati Uniti | New England Dodge Music Center        |
| 19 luglio 2005 | Camden            | Stati Uniti | Tweeter Center at the Waterfront      |
| 21 luglio 2005 | Buffalo           | Stati Uniti | Darien Lake Performing Arts Center    |
| 23 luglio 2005 | Burgettstown      | Stati Uniti | Post-Gazette Pavilion                 |
| 24 luglio 2005 | Bristow           | Stati Uniti | Nissan Pavilion                       |
| 26 luglio 2005 | Holmdel           | Stati Uniti | PNC Bank Arts Center                  |
| 27 luglio 2005 | Holmdel           | Stati Uniti | PNC Bank Arts Center                  |
| 30 luglio 2005 | Tinley Park       | Stati Uniti | Tweeter Center                        |
| 31 luglio 2005 | Noblesville       | Stati Uniti | Verizon Wireless Music Center         |
| 2 agosto 2005  | Columbus          | Stati Uniti | Germain Amphitheatre                  |
| 3 agosto 2005  | Toronto           | Canada      | Molson Amphitheatre                   |
| 4 agosto 2005  | Clarkston         | Stati Uniti | DTE Energy Music Theatre              |
| 6 agosto 2005  | East Troy         | Stati Uniti | Alpine Valley Music Theatre           |
| 7 agosto 2005  | Somerset          | Stati Uniti | Float-Rite Amphitheater (Cancellata)  |
| 9 agosto 2005  | Greenwood Village | Stati Uniti | Coors Amphitheater                    |
| 11 agosto 2005 | Auburn            | Stati Uniti | Ozzfest                               |
| 13 agosto 2005 | Mountain View     | Stati Uniti | Shoreline Amphitheatre                |
| 14 agosto 2005 | Marysville        | Stati Uniti | Sleep Train Amphitheater (Cancellata) |
| 15 agosto 2005 | Marysville        | Stati Uniti | Sleep Train Amphitheater              |
| 16 agosto 2005 | West Valley City  | Stati Uniti | USANA Amphitheatre (Cancellata)       |
| 18 agosto 2005 | Phoenix           | Stati Uniti | Cricket Pavilion                      |
| 20 agosto 2005 | San Bernardino    | Stati Uniti | Hyundai Pavilion                      |

### Regno Unito (agosto 2005)
| Date             | City    | Country     | Venue                |
| ---------------- | ------- | ----------- | -------------------- |
| Regno Unito      |         |             |                      |
| 26 agosto 2005   | Leeds   | Inghilterra | Leeds Festival       |
| 28 agosto 2005   | Reading | Inghilterra | Reading Festival     |
| 30 agosto 2005   | Dublino | Irlanda     | Royal Dublin Society |
| 2 settembre 2005 | Londra  | Inghilterra | Brexit Academy       |

## Scaletta tipica
1. Intro: The Ides Of March
2. Murders In The Rue Morgue
3. Another Life
4. Prowler
5. The Trooper
6. Remember Tomorrow
7. Where Eagles Dare
8. Run To The Hills
9. Revelations
10. Wrathchild
11. Die With Your Boots On
12. Phantom Of The Opera
13. The Number Of The Beast
14. Hallowed Be Thy Name
15. Iron Maiden
16. Running Free
17. Drifter
18. Sanctuary

## Canzoni suonate occasionalmente
Charlotte The Harlot